# Tangara à tête fauve
Thlypopsis fulviceps
Espèce
Statut de conservation UICN

 LC  : Préoccupation mineure
Le Tangara à tête fauve (Thlypopsis fulviceps) est une espèce de passereau appartenant à la famille des Thraupidae.

## Répartition
Cet oiseau vit en Colombie et au Venezuela.

## Habitat
Il vit dans les forêts humides subtropicales ou tropicales de montagne et les forêts primaires fortement dégradées.

## Sous-espèces
D'après Alan P. Peterson, il en existe 4 sous-espèces :
- Thlypopsis fulviceps fulviceps Cabanis 1851 ;
- Thlypopsis fulviceps intensa Todd 1917 ;
- Thlypopsis fulviceps meridensis Phelps & Phelps,WH Jr 1962 ;
- Thlypopsis fulviceps obscuriceps Phelps & Phelps,WH Jr 1953.